# Tomoya Hayashi
Tomoya Hayashi (født 27. august 1999) er en japansk fodboldspiller, som spiller for den japanske fodboldklub Kamatamare Sanuki.